# Élection présidentielle arménienne de 2003
L'élection présidentielle arménienne de 2003 s'est déroulée les 19 février et 5 mars 2003 en Arménie, et a vu le président sortant, Robert Kotcharian, être reconduit à l'issue du second tour.

## Résultats
| Candidat                                 | Parti                              | 1er tour | Votes     | %        | 2d tour | Votes     | %        |
| ---------------------------------------- | ---------------------------------- | -------- | --------- | -------- | ------- | --------- | -------- |
| Robert Kotcharian                        | sans étiquette                     |          | 700 808   | 49,49 %  |         | 1 044 424 | 67,44 %  |
| Stepan Demirtchian                       | Parti du peuple                    |          | 399 757   | 28,23 %  |         | 504 146   | 32,56 %  |
| Artashes Geghamian                       | Unité nationale                    |          | 250 145   | 17,67 %  |         | éliminé   | éliminé  |
| Aram Karapetian                          | Union du droit constitutionnel     |          | 41 195    | 2,92 %   |         | éliminé   | éliminé  |
| Vazgen Manoukian                         | Union nationale démocratique       |          | 12 904    | 0,92 %   |         | éliminé   | éliminé  |
| Ruben Avagian                            | Miaorvats Aier                     |          | 5 788     | 0,41 %   |         | éliminé   | éliminé  |
| Aram Sargsian                            | Parti de la République             |          | 3 034     | 0,21 %   |         | éliminé   | éliminé  |
| Aram Harutyunian                         | Parti de la conciliation nationale |          | 1 272     | 0,09 %   |         | éliminé   | éliminé  |
| Garnik Margarian                         | Patrie et Dignité                  |          | 854       | 0,06 %   |         | éliminé   | éliminé  |
| Total                                    |                                    |          | 1 416 357 | 100,00 % |         | 1 548 570 | 100,00 % |
| Source : Commission électorale centrale, |                                    |          |           |          |         |           |          |